# Федеріка Сала
Федеріка Сала (італ. Federica Sala, 18 липня 1993) — італійська синхронна плавчиня.
Призерка Чемпіонату світу з водних видів спорту 2019, 2022 років.
Призерка Чемпіонату Європи з водних видів спорту 2018 року.